# 1164
Високе Середньовіччя •  Золота доба ісламу •  Реконкіста •  Хрестові походи •  Київська Русь

## Геополітична ситуація
Візантію очолює Мануїл I Комнін (до 1180). Фрідріх Барбаросса є імператором Священної Римської імперії (до 1190), Людовик VII Молодий королює у Франції (до 1180).
Апеннінський півострів розділений: північ належить Священній Римській імперії, середню частину займає Папська область, більша частина півдня належить Сицилійському королівству. Деякі міста півночі: Венеція, Піза, Генуя тощо, мають статус міст-республік.
Південь Піренейського півострова в руках у маврів. Північну частину півострова займають християнські Кастилія, Леон (Астурія, Галісія), Наварра та Арагонське королівство (Арагон, Барселона). Королем Англії є Генріх II Плантагенет (до 1189), королем Данії — Вальдемар I Великий (до 1182).
У Києві княжить Ростислав Мстиславич (до 1167). Ярослав Осмомисл княжить у Галичі (до 1187), Святослав Всеволодович у Чернігові (до 1177), Андрій Боголюбський у Володимирі-на-Клязмі (до 1174). Новгородська республіка та Володимиро-Суздальське князівство фактично відокремилися від Русі. У Польщі період роздробленості. На чолі королівства Угорщина стоїть Іштван IV (до 1165).
На Близькому сході існують держави хрестоносців: Єрусалимське королівство, Антіохійське князівство, графство Триполі. Сельджуки окупували Персію та Малу Азію, в Єгипті владу утримують Фатіміди, у Магрибі Альмохади, у Середній Азії правлять Караханіди та Каракитаї. Газневіди втримують частину Індії. У Китаї співіснують держава ханців, де править династія Сун, держава чжурчженів, де править династія Цзінь, та держава тангутів Західна Ся. На півдні Індії домінує Чола. В Японії триває період Хей'ан.

## Події
- Після смерті князя Святослава Ольговича Чернігів спробував захопити його син Олег Святославич, але все ж йому довелося поступитися старшому в роді Святославу Всеволодовичу[1].
- Царгород призначив митрополитом у Київ Іоанна IV.
- Прихильники імператора Фрідріха Барбаросси обрали нового антипапу Пасхалія III.
- У січні король Англії Генріх II Плантагенет зібрав раду, яка ухвалила Кларендонські постанови, що відновлювали юрисдикцію короля над церквою. У листопаді суд визнав винним у непокорі архієпископа Кентерберійського Томаса Бекета. Бекет утік у Францію, намагаючись знайти захист у короля Людовика VII та папи.
- Саксонський герцог Генріх Лев разом із данським королем Вальдемаром I пішлив похід на ободритів.
- Нур ад-Дін послав у Єгипет Ширкуха, дядька Салах ад-Діна. Відбулася конфронтація між військами Ширкуха та армією короля Єрусалиму Аморі I. Єрусалимському королю довелося відступити.
- Нур ад-Дін здобув перемогу над хрестоносцями біля Харіма й захопив у полон князя Антіохії та графа Триполі.

## Виноски
1. ↑  Соловьев С.М. (1960). История России с древнейших времен. Т. 2. Москва: Издательство социально-экономической литературы.